# Kónitsa
Kónitsa (en grec moderne : Κόνιτσα) (en aroumain Conița - « la demoiselle ») est une ville d'Épire en Grèce, près de la frontière albanaise. Elle est le siège du dème de Kónitsa.
Construite en amphithéâtre sur un versant du Pinde, elle domine la confluence de l'Aoos et de la rivière Voïdomátis. La plupart de des habitants sont des valaques aroumains, avec également des grecs et des albanais τσαμίδες (tsamides ou chams). 
Elle est un point de départ pour les visites du Parc national de Vikos – Aoos.